# Al-Masad

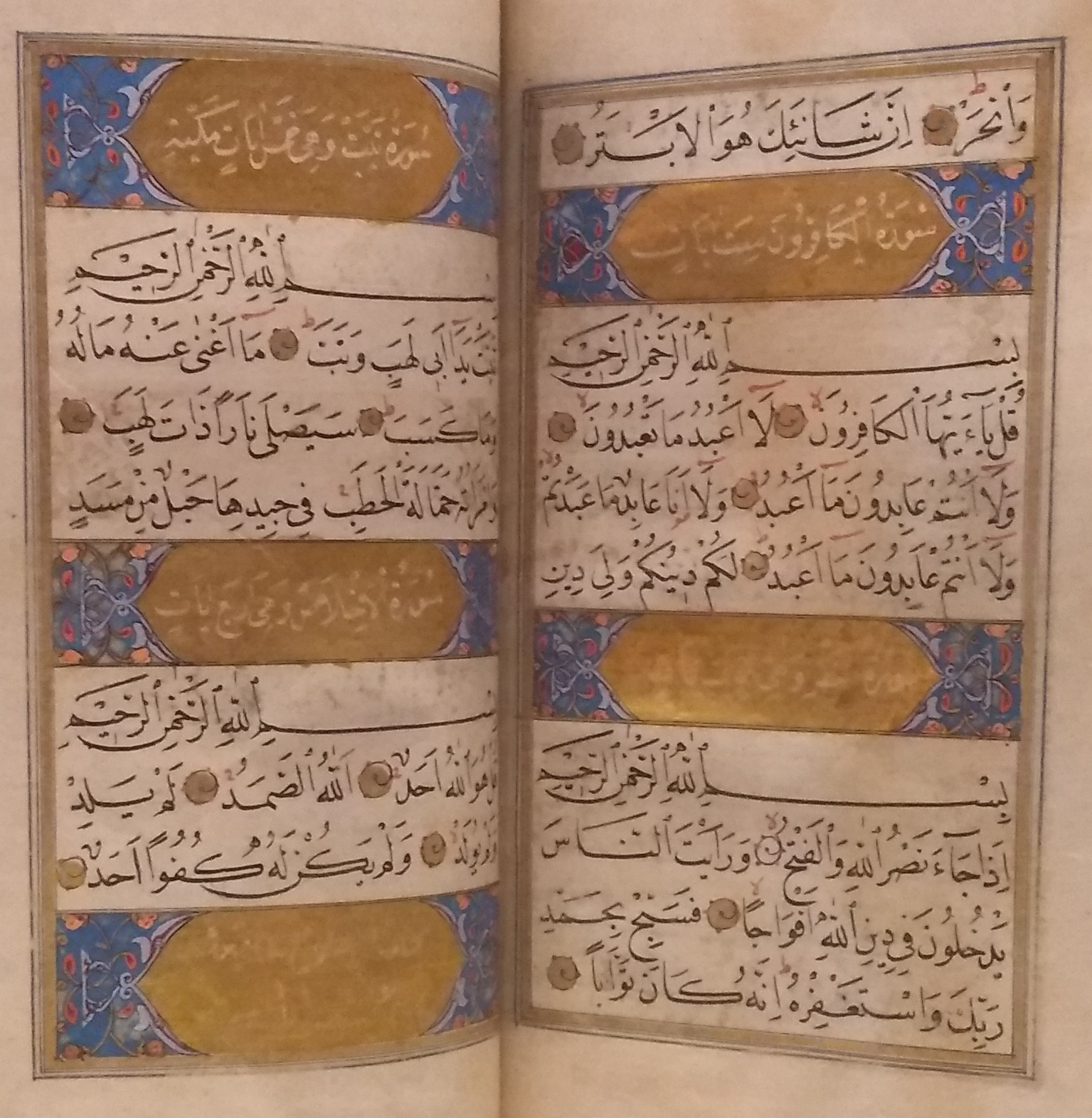
Sura al-Masad uppe till vänster i Koranen.

Al-Masad (arabiska: سورة المسد, “Ett tvinnat rep”) är den etthundraelfte suran (kapitlet) i Koranen med 5 ayat (verser). Den skall ha uppenbarat sig för profeten Muhammed under hans tid i Mekka.
Nedan följer surans verser i översättning från arabiska till svenska av Mohammed Knut Bernström. Översättningen har erhållit officiellt godkännande från det anrika al-Azhar-universitetets islamiska forskningsinstitution.

## Ett tvinnat rep
I Guds, den Nåderikes, den Barmhärtiges namn!
1. Måtte Abū Lahab förgås! Ja, måtte han [hel och hållen] förgås!
2. Vad hjälper honom [nu] hans rikedomar och allt vad han har förvärvat?
3. Han skall brinna i en Eld som blossar högt,
4. och hans hustru, alltid på språng med illvilligt skvaller och förtal,
5. skall bära ett tvinnat rep om sin hals.